# تاکویا یاماموتو (بازیکن فوتبال، زاده ۱۹۸۸)
تاکویا یاماموتو (ژاپنی: 山本 拓矢؛ زادهٔ ۱۱ اوت ۱۹۸۸) یک بازیکن فوتبال اهل ژاپن است.
از باشگاه‌هایی که در آن بازی کرده‌است می‌توان به باشگاه فوتبال فاگیانو اوکایاما و باشگاه فوتبال فوکوشیما یونایتد اشاره کرد.